# خوزه لوئیس مورالس (بازیکن فوتبال زاده ۱۹۸۷)
خوزه لوئیس مورالس (انگلیسی: José Luis Morales؛ زادهٔ ۲۳ ژوئیهٔ ۱۹۸۷) بازیکن فوتبال اهل اسپانیا است.
از باشگاه‌هایی که در آن بازی کرده‌است می‌توان به باشگاه فوتبال فوئنلابرادا، باشگاه فوتبال لوانته، و باشگاه فوتبال ایبار اشاره کرد.